# Genetiskt avstånd
Genetiskt avstånd är ett mått på hur mycket som skiljer olika arter, olika individer eller olika populationer inom samma art, åt  genetiskt. Det finns ett antal olika statistiska mått på genetiskt avstånd.

## Fixationsindex
Ett vanligt mått på relativt genetiskt avstånd är fixationsindex, FST. Fixationsindex  jämför det genomsnittliga antalet parvisa genetiska skillnader inom en given population, {\displaystyle \pi _{\text{Inom}}}, med det genomsnittliga antalet genetiska skillnader mellan en person ur denna population och en person ur en annan population, {\displaystyle \pi _{\text{Mellan}}}. FST kan approximativt beräknas med hjälp av formeln:
{\displaystyle F_{ST}={\frac {\pi _{\text{Mellan}}-\pi _{\text{Inom}}}{\pi _{\text{Mellan}}}}}

### Fixationsindex mellan nära släktingar
Det går att räkna fram att, för diploida arter som människan, FST mellan barn och föräldrar blir 0.25 och mellan en individ och dennes far- och morföräldrar blir 0.125.  Tolkningen av detta är att om alla far- respektive morföräldrar väljs ur en viss given homogen population och är tillräckligt obesläktade för att inavelsfaktorer ska kunna ignoreras så utgör den genetiska variationen mellan en individ och dennes far- och morföräldrar 87,5 procent av den genomsnittliga genetiska variationen inom populationen som helhet.